# Moctezuma (rivière)
Pour les articles homonymes, voir Moctezuma.
Le Moctezuma (en espagnol : Río Moctezuma) est une rivière du Mexique, qui coule dans les États de Hidalgo, Querétaro et San Luis Potosí. La rivière Río Tula est un de ses affluents, tandis le Río Moctezuma lui même est un affluent du fleuve Río Pánuco.